# Sporocadus pestalozzioides
Sporocadus pestalozzioides är en svampart som först beskrevs av Pier Andrea Saccardo, och fick sitt nu gällande namn av M. Morelet 1985. Sporocadus pestalozzioides ingår i släktet Sporocadus och familjen Amphisphaeriaceae.   Inga underarter finns listade i Catalogue of Life.